# 剣太郎セガール
剣太郎 セガール（けんたろう セガール、Take Kentaro Seagal, または武 剣太郎（たけ けんたろう）、1975年10月3日 - ）は、日本・アメリカの俳優。大阪府大阪市出身。ハリウッド映画俳優であるスティーヴン・セガールの息子である。

## 来歴
武道を習得するために来日していたスティーヴン・セガールと、大阪市淀川区・十三にある合気道道場の娘・藤谷美也子との間に生まれる。女優の藤谷文子は実の妹。中学卒業後に単身渡米し、ニューハンプシャー州の高校を卒業した後はUCLAを経て、南カリフォルニア大学映画学科中退。
その後はモデルとして活動した後、ハリウッドの独立映画で初主演。幾つかの映画や日本のテレビ局のドラマやCMなどにも出演するにとどまらず、監督作品も製作している。
2003年、芸能活動を一時休止して大阪に戻り、以降は道場で合気道の指導にあたっていた。
2004年5月に父のアシスタントをしていたマレーシア人女性と結婚し、同年12月に長男が誕生。スティーヴン・セガールにとっては初の孫となる。
2005年、家族とともにアメリカへ移住、2007年に第二児長女誕生。
2008年1月、アメリカ・ロサンゼルスタウンでアメリカ合気道天心道場を設立。アメリカ天心道場道場長になる。

## 主な出演作品

### 映画
- 孤独の中の光 Seamless（1999年） [1][2]
- 大阪物語（1999年）※監督：市川準
- DAY DREAM（2000年）※初監督・主演作（ゆうばり国際ファンタスティック映画祭フォーラムシアター）
- ピーピー兄弟（2002年）
- デス・トランス（2005年）※監督：下村勇二

### ドラマ
- 救急ハート治療室（フジテレビ）
- 連続テレビ小説・ほんまもん（NHK総合テレビジョン）

### ラジオ
- LIFE@SAFARI（J-WAVE）

### CM
- ドコモAOL
- サントリー「しみじみ緑茶」